# Neotrichia angulata
Neotrichia angulata är en nattsländeart som beskrevs av Oliver S. Flint Jr. 1983. Neotrichia angulata ingår i släktet Neotrichia och familjen smånattsländor. Inga underarter finns listade i Catalogue of Life.